# Christian Natterer

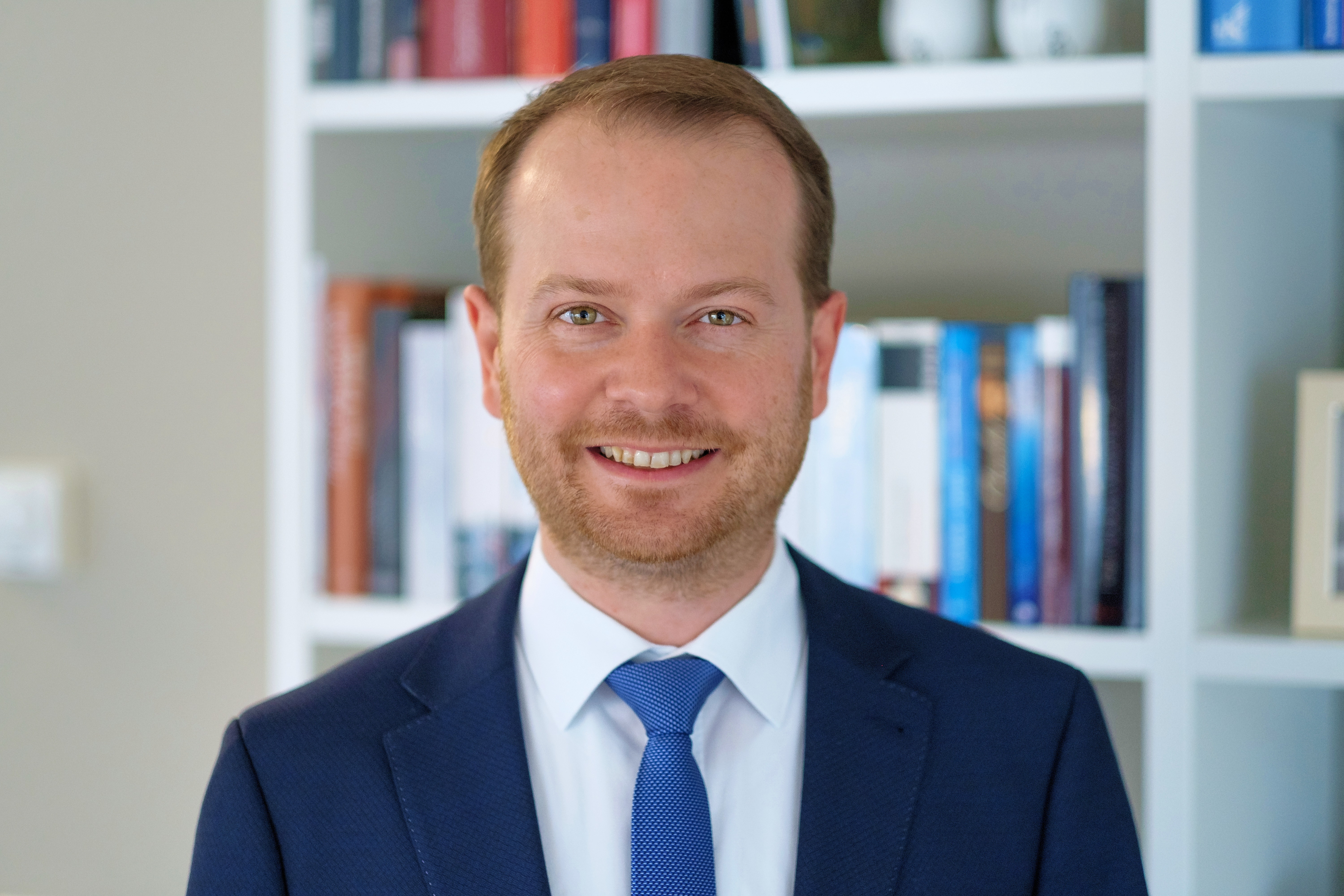
Christian Natterer, 2020

Christian Natterer (* 19. Februar 1981 in Tettnang) ist ein deutscher Politiker (CDU). Er war von November 2020 bis Oktober 2021 Mitglied des Deutschen Bundestages.

## Ausbildung, Studium und Beruf
Natterer erlangte 1998 die Mittlere Reife, 2000 die Fachhochschulreife und machte 2002 das Abitur. Von 2002 bis 2008 studierte er Volks- und Betriebswirtschaftslehre an der Universität Freiburg i. Br. und der Universität Augsburg. Das Studium schloss er als Diplom-Kaufmann ab. Von 2008 bis 2009 war er wissenschaftlicher Mitarbeiter der Abgeordneten des Landtags Baden-Württemberg Rudolf Köberle und Paul Locherer und arbeitete anschließend bis 2020 als Kommunalberater bei verschiedenen Gesellschaften der EnBW Energie Baden-Württemberg AG. Seit seinem Ausscheiden aus dem Abgeordnetenmandat Ende Oktober 2021 ist er wieder in der Energiewirtschaft tätig.

## Politik
Natterer ist bzw. war seit 1999 Mitglied der CDU und der Jungen Union (bis 2016). Von 2004 bis 2012 war er Kreisvorsitzender der Jungen Union im Landkreis Ravensburg, von 2012 bis 2014 stellvertretender Landesvorsitzender der Jungen Union Baden-Württemberg und von 2014 bis 2016 stellvertretender Bundesvorsitzender der Jungen Union Deutschlands. Von 2014 bis 2016 war er zudem Vorsitzender der Bundeskommission Verkehrspolitik der Jungen Union Deutschlands. Seine Tätigkeit bei der Jungen Union endete im Herbst 2016 mit Erreichen der Altersgrenze von 35.
Seit 2010 ist er Vorsitzender des CDU-Stadtverbandes Wangen im Allgäu und seit 2018 Kreisvorsitzender des CDU-Kreisverbandes Ravensburg. 
Kommunalpolitisch gehört er seit 2009 dem Gemeinderat seiner Heimatstadt Wangen im Allgäu und seit 2014 dem Kreistag des Landkreises Ravensburg an.

## Abgeordneter

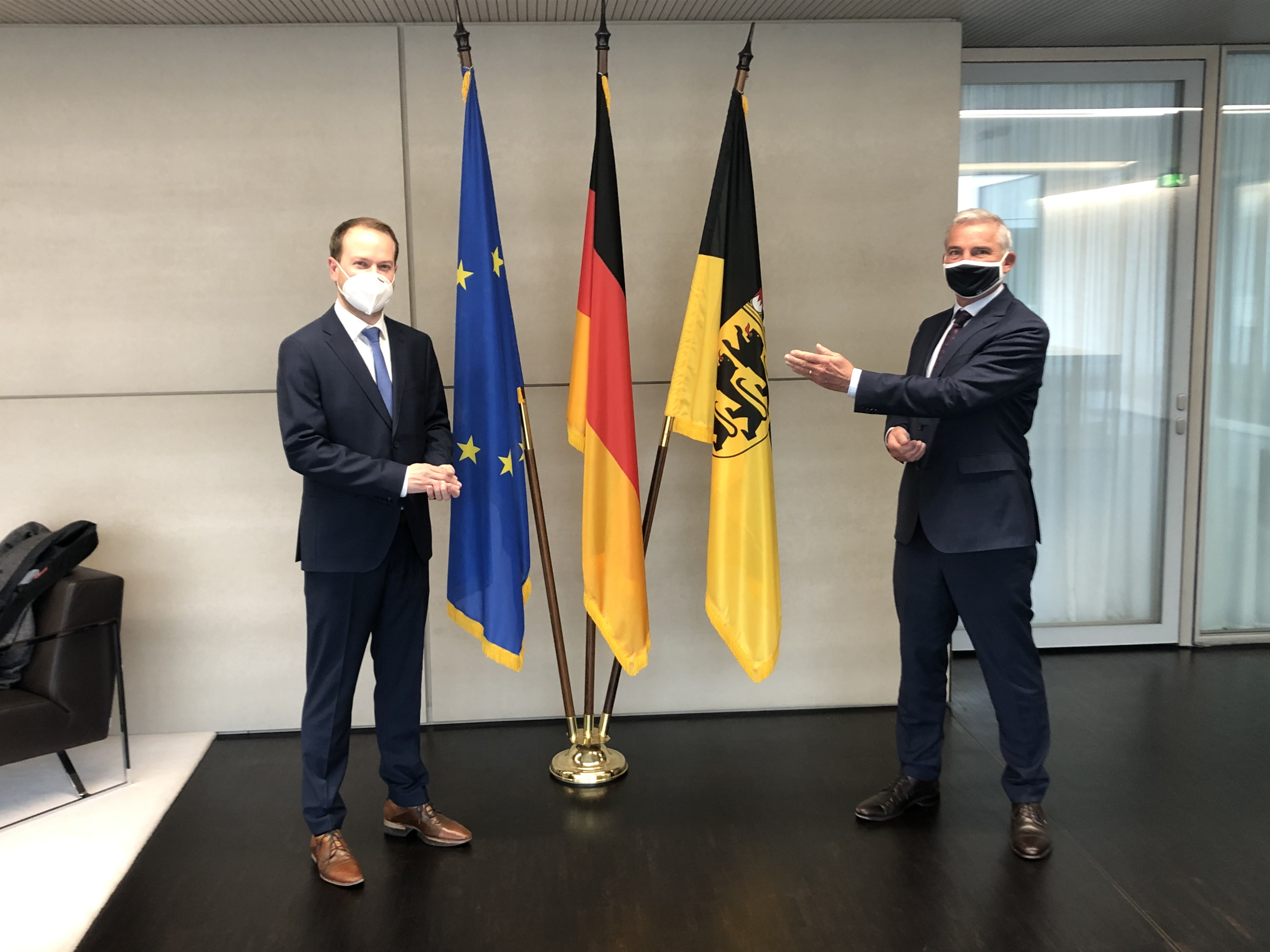
Christian Natterer am Tag seines Einzugs in den Bundestag mit Baden-Württembergs Innenminister Thomas Strobl im Stuttgarter Innenministerium

Bei der Bundestagswahl 2017 belegte Natterer den ersten Landeslistenplatz seines Bezirksverbands Württemberg-Hohenzollern und damit Landeslistenplatz 9 der CDU Baden-Württemberg. Nachdem die Landesliste nicht auf Anhieb zum Einzug in den Bundestag reichte, war Natterer zweiter Nachrücker auf der Liste und rückte schließlich im Herbst 2020 als Abgeordneter in den Deutschen Bundestag für Armin Schuster nach, der Präsident des Bundesamtes für Bevölkerungsschutz und Katastrophenhilfe geworden war. Er gehörte dem 19. Deutschen Bundestag seit dem 11. November 2020 an, nachdem Armin Schusters Mandat mit Ablauf des 9. November 2020 endete. Er war ordentliches Mitglied im Ausschuss für die Angelegenheiten der Europäischen Union sowie stellvertretendes Mitglied im Ausschuss für Familie, Senioren, Frauen und Jugend.
Bei der Bundestagswahl 2021 trat Natterer auf Platz 10 der Landesliste der CDU Baden-Württemberg an, verpasste jedoch ebenso wie alle anderen Listenkandidaten der CDU, aufgrund des schlechten Zweitstimmenergebnisses der Union den erneuten Einzug in den Bundestag.

## Privat
Natterer ist verheiratet, hat zwei Töchter und ist römisch-katholischen Glaubens. Er wohnt in Wangen im Allgäu. Der Mathematiker Frank Natterer ist sein Onkel.